# Stephen Richard Palmquist
Stephen Richard Palmquist (nacido en 1957) es un filósofo estadounidense. Desde 1987 ha enseñado en el Departamento de Religión y Filosofía de la Universidad Bautista de Hong Kong. Un artículo de Patheos se refirió a él como "uno de los más grandes intérpretes vivos de Kant".

## Educación y carrera
Mientras asistía a Westmont College a fines de la década de 1970, Palmquist trabajó como ministro de jóvenes a tiempo parcial, un trabajo que lo ayudó a darse cuenta de que, en lugar de convertirse en pastor, su verdadera vocación era ser profesor universitario. Poco después de comenzar sus estudios de doctorado en la Universidad de Oxford en octubre de 1980, se dio cuenta de que su vocación era ser filósofo. Completó su doctorado en Teología Filosófica bajo la supervisión de John Macquarrie y W. H. Walsh en agosto de 1987. Al mes siguiente se incorporó como profesor en la Universidad Bautista de Hong Kong, en ese momento todavía se llamaba Baptist College. Jugó un papel importante en la compilación de versiones de texto electrónico de los diversos escritos de Immanuel Kant. Fundó "Kant on the Web", un sitio web galardonado en 1995. La página de perfil del personal describe que su sitio web "fue seleccionado como "sitio web del mes" por Point of Life (11/03), ofrecido el prestigioso "Estudio Web Excellence Award" (6/99), otorgado un "Premio especial de mención" por la organización Churches.com (7/98), colocado en una lista de sitios web especialmente recomendados por Britannica Internet Guide (5/98), ganó el prestigioso "premio al sello de excelencia" de Majon Web Select (6/97).
Palmquist cuenta con más de 200 publicaciones, que se han traducido al menos a doce idiomas diferentes. Sus escritos incluyen 12 libros y más de 110 artículos arbitrados y capítulos de libros. En 2020, recibió el Premio del Presidente de HKBU por Desempeño Destacado en Trabajo Académico.

## Obra filosófica
El trabajo anterior de Palmquist se centró en una interpretación "en perspectiva" del sistema filosófico de Kant: al enfatizar la forma "arquitectónica" de la razón, afirma resolver muchas contradicciones aparentes en los escritos filosóficos de Kant que han plagado durante mucho tiempo a los intérpretes. Entre las diversas aplicaciones de la metodología de la perspectiva para la resolución de problemas filosóficos de larga data, una de las más significativas se encuentra en su artículo de 2016, que ofrece una solución al problema mente-cuerpo cartesiano.
Otra contribución importante a la erudición de Kant es la interpretación de Palmquist de que todo el sistema filosófico de Kant tiene una orientación "teocéntrica", que proporciona la base para una religión y teología que apunta a un cristianismo "peculiar y mas secularizado". Si bien esta aplicación religiosa y teológica jugó un papel en su investigación doctoral temprana, la primera defensa publicada de Palmquist de su posición sobre la religión kantiana llegó en su artículo de 1989, "Immanuel Kant: ¿Un filósofo cristiano?". Véase también la respuesta a la crítica de Anthony Perovich a su posición, en el artículo de seguimiento de Palmquist, "Triangular a Dios: una réplica kantiana a Perovich". Central para el nuevo paradigma de Palmquist, como se argumenta con más detalle en su libro, "Kant's Critical Religion", es la afirmación de que el libro de 1793 de Kant, La religión dentro de los límites de la mera razón, no intenta reducir la religión a moralidad, sino elevar la moralidad al nivel de la religión: la fe religiosa es necesaria para cumplir necesidad de una razón que limita significativamente la capacidad de los seres humanos para ser buenos a menos que recurran a la ayuda divina. Para un resumen completo de todo el libro de Kant  Religión  que toma plenamente en cuenta esta suposición no reduccionista, al mismo tiempo que describe la forma en que las cuatro perspectivas de Kant juegan un papel arquitectónico similar al de las tres críticas, ver la Introducción de Palmquist "a la traducción de Pluhar" de La religión dentro de los límites de la mera razón Pluhar fue el primer traductor del libro de Kant en adoptar la sugerencia de Palmquist en su artículo Kant-Studien de 1992 que "desnudo" es la mejor traducción del uso que hace Kant de bloßen en el título de Religión. En el más significativo de sus numerosos artículos que complementan los argumentos de "Kant's Critical Religion" desde 2007, Palmquist ha rastreado las raíces del panenteísmo a la filosofía de la religión de Kant, localizó el infame argumento faltante para la supuesta presencia del mal radical en la naturaleza humana en el libro de Kant, desempaquetado la base lógica para un "argumento religioso" previamente no detectado para la existencia de Dios, y demostró que Kant estaba más dispuesto a creer en la gracia divina de lo que a menudo se ha asumido. Su trabajo sobre la teoría de la religión de Kant culminó con la publicación de Comprehensive Commentary on Kant's Religion within the Bounds of Bare Reason, que presenta el texto completo de Kant en una traducción minuciosamente revisada e incorpora ideas de los artículos relevantes publicados durante la década anterior.

## Café de la filosofía de Hong Kong
En una entrevista de 1998 con el "South China Morning Post", Palmquist mencionó su deseo de llevar la práctica filosófica al mercado. Posteriormente, fundó el Hong Kong Philosophy Café en 1999, que actualmente tiene sucursales autónomas que funcionan simultáneamente en Hong Kong. La reunión mensual generalmente se lleva a cabo por la noche y atrae a personas de todos los ámbitos de la vida. En una entrevista de 2012 sobre "Academic Foresights", dijo que el Café tenía una lista de correo de más de 700. Las charlas y discusiones en el Café abordan temas metafísicos, políticos y económicos contemporáneos que atraen la atención de los medios de comunicación. En marzo de 2001, también se estableció una sucursal china del Café para satisfacer las necesidades de los participantes de habla china.

## Sociedad Kant de Hong Kong
Palmquist fundó la Hong Kong Kant Society en 2015. La Sociedad es un grupo afiliado de la Asociación Filosófica Estadounidense y organiza simposios, conferencias y diversos eventos en Hong Kong relacionados con los estudios kantianos.
Antes de la creación de la Hong Kong Kant Society, Palmquist organizó la primera conferencia importante de Asia sobre la erudición kantiana en 2009, la Conferencia Kant en Asia, cuyos oradores principales fueron Patricia Kitcher, Chung-ying Cheng y Günter Wolfhart. De Gruyter publicó las actas de la conferencia en 2010. Palmquist organizó una segunda conferencia de Kant en Asia en 2016.

## Publicaciones importantes
- Kant and mysticism: Critique as the experience of baring all in reason's light (2019).
- Kant on Intuition: Western and Asian Perspectives on Transcendental Idealism (Routledge, 2019). (ISBN 978-0-429-49177-1)
- Comprehensive Commentary on Kant's Religion Within the Bounds of Bare Reason (Wiley-Blackwell, 2015)(ISBN 978-1-118-61920-9)
- Cultivating Personhood: Kant and Asian Philosophy, Edited Proceedings of the Kant in Asia international conference (Berlin: Walter de Gruyter, 2010)
- Kant and the New Philosophy of Religion, co-edited with Chris L. Firestone (Bloomington: Indiana University Press, January 2006)
- Kant’s Critical Religion: Volume Two of Kant’s System of Perspectives (London: Ashgate Publishing Company, 2000)
- Kant’s System of Perspectives: An architectonic interpretation of the Critical philosophy (Lanham, MD: University Press of America, 1993)